# Bright Eyes (musikgrupp)

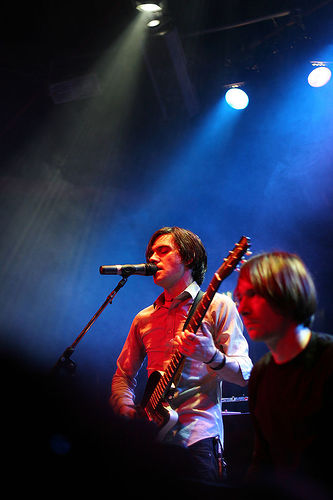
Bright Eyes på en spelning på Kulturmejeriet i Lund i juli 2005.

Bright Eyes är ett amerikanskt folkrockband från Omaha, Nebraska grundat 1995. Sångaren och gitarristen Conor Oberst skriver nästan all musik och text, vilken ofta handlar om personliga erfarenheter och depression. Andra fasta medlemmar i bandet är Mike Mogis och Nate Walcott.

## Medlemmar
Ordinarie medlemmar
- Conor Oberst – sång, gitarr, keyboard, basgitarr (1995– )
- Mike Mogis – banjo, mandolin, pedal steel guitar, elgitarr (1997– )
- Nate Walcott – orgel, trumpet, dragspel, keytar (2004– )

## Diskografi
Studioalbum
- 1998 – A Collection of Songs Written and Recorded 1995–1997
- 1998 – Letting Off the Happiness
- 2000 – Fevers and Mirrors
- 2002 – Lifted or The Story is in The Soil, Keep Your Ear to the Ground
- 2002 – A Christmas Album
- 2005 – I'm Wide Awake, It's Morning
- 2005 – Digital Ash in a Digital Urn
- 2007 – Cassadaga
- 2011 – The People's Key
- 2020 – Down in the Weeds, Where the World Once was

Livealbum
- 2007 – Motion Sickness: Live Recordings

Samlingsalbum
- 2003 – Vinyl Box Set
- 2006 – Noise Floor (Rarities 1998-2005)

EP
- 1999 – Every Day and Every Night
- 2001 – Don't Be Frightened of Turning the Page
- 2002 – There Is No Beginning to the Story
- 2007 – Four Winds
- 2011 – Live Recordings

Singlar (urval)
- 2000 – "Motion Sickness"
- 2001 – "I Will Be Grateful For This Day"
- 2001 – "3 New Hit Songs From Bright Eyes"
- 2002 – "3 New Hit Songs From Bright Eyes"
- 2004 – "Take It Easy (Love Nothing)"
- 2004 – "Lua"
- 2005 – "First Day of My Life"
- 2005 – "When The President Talks To God"
- 2005 – "Gold Mine Gutted"
- 2007 – "Hot Knives" / "If the Brakeman Turns My Way"
- 2007 – "Susan Miller Rag"
- 2011 – "Singularity"